# Chaîne de fabrication
En macroéconomie, une chaîne de fabrication est constituée par les différents intervenants dans la fabrication d'un produit ou d'un bien.
La chaîne de fabrication peut impliquer plusieurs établissements travaillant en cascade voire plusieurs secteurs économiques: dans l'industrie agroalimentaire, elle voit l'intervention du secteur primaire (productions agricoles) puis du secteur secondaire (production industrielle de produits alimentaires tels que les conserves ou les surgelés); dans l'industrie automobile, de la sidérurgie puis des chaînes de montage. Dans le langage courant, le terme peut être utilisé pour désigner aussi une chaîne de production ou, en terme microéconomique, une chaîne de montage ou d'assemblage dans une usine.

## Historique

### Évolution de l'industrie
À partir du milieu du XIXe siècle, l'industrialisation apparaît massivement principalement en Europe. Ce processus est né dès le milieu du XIXe siècle en Angleterre. C'est la mécanisation qui va permettre cette effervescence principalement dans le domaine du textile et de la métallurgie. 

### Outils
Quand on s'intéresse aux chaînes de fabrications il peut être intéressant de regarder l'évolution des différents outils que l'on utilise aujourd'hui. En effet certains outils que l'on utilise encore aujourd'hui existent depuis des millénaires on peut prendre l'exemple de l'araire qui sert à retourner le sol dans l'agriculture ou encore de la faucille. Cependant on se doute que ces derniers ont connu énormément de changement au cours du temps et ont beaucoup évolué. Ces évolutions ont été cherchées pour pouvoir aller plus vite, être plus efficace, ou encore faciliter le travail. Il est impossible de s'intéresser à l'évolution de chaque outil on va donc rester dans le secteur du jardinage pour notre exemple. L'entretien des jardins n'a été réellement mécanisé qu'en 1920. Mais en 1830 Edward Beard Budding crée la première tondeuse à cylindre. Et c'est en 1931 que l'anglais David Cockburn crée la tondeuse à système rotatif (celle aujourd'hui utilisée). On voit donc que l'outillage a évolué dans le temps tout en restant dans les mêmes fonctionnalités de base.

## Description

### Technologies
Après le taylorisme et le fordisme, le progrès technique a permis d'améliorer les chaines de fabrication. En effet la technologie a fait évoluer les machines et techniques de fabrication, ce qui a augmenté leurs productivités. Les chaines de fabrication sont en grande partie semi-automatisées. L'aspect humain est toujours nécessaire à fournir des informations et à la maintenance des machines. Ces avancées technologiques permettent de réduire le travail des humains ou de le soulager.  
Les usines connectées sont aussi des progrès techniques importants pour les chaines de fabrication. Elles ont pour but de permettre la visualisation et la simulation d'usine entièrement connectées par des machines intelligentes et automatisées. Cette technologie permet de détecter des anomalies et de les modifier directement sur la chaîne de fabrication mais aussi de fabriquer des pièces à partir d'image numérique...

### Domaines
Ces chaines sont utilisées dans plusieurs domaines, secteurs ou industries. Plusieurs étapes interviennent dans la chaîne de fabrication, ces étapes peuvent faire intervenir plusieurs domaines et ce dans plusieurs pays. Toutes fabrications ou productions nécessitent une chaîne de fabrication. L'utilisation de celle-ci se fait dans l'industrie de l'automobile, de la technologie, de l'agroalimentaire...

### Ressources
Les ressources de la chaîne de fabrication sont principalement économiques, humaines et technologiques. Les ressources économiques et technologiques sont essentielles à la fabrication de produit. Les ressources humaines sont utilisées pour la maintenance ou pour des procédés demandant une certaine minutie malgré la fabrication de grande série.

## Économie

### Industrialisation
L'industrialisation peut se définir comme étant un processus permettant d'appliquer à un secteur des techniques et des procédés industriels qui apportent une automatisation et une hausse de productivité. Au niveau économique, l'industrialisation permet le développement d'échanges de produits manufacturés entre pays industrialisés et en cours d'industrialisation. 

### Mondialisation
Le terme de mondialisation correspond à la libre circulation des marchandises, des capitaux, des services, des personnes, des techniques et de l’information. La mondialisation permet donc à une société d'obtenir des ressources dont elles ne disposent pas dans son pays d’origine ou profiter de coûts de production plus faibles (main d’œuvre et ou matière première moins chère, etc.). 
La mondialisation du XXIe siècle repose sur deux facteurs principaux : 
- la faiblesse des coûts de transport au regard des écarts des coûts de production ;

- la baisse des coûts de communication au niveau mondial.

Concernant la chaîne de fabrication, un bien est fabriqué en plusieurs étapes qui peuvent correspondre à autant de pays différents. Il peut être plus rentable de fabriquer un produit dans un pays, la transporter et la vendre dans un autre pays.

## Procédé

### Définition
Un procédé de fabrication est une méthode, une technique, par lequel on fabrique un bien ou un objet. Ce type de procédé implique généralement une production à grande échelle dite en série et il est composé d'une ou plusieurs étapes. 

### Techniques
Trois grandes catégories existent dans la chaîne de fabrication : les procédés d'usinage, de découpage et de formage. Ces procédés sont en permanence optimisés afin d'augmenter leurs précisions et obtenir des produits finaux de meilleure qualité.
Les procédés d'usinage et de découpage sont relativement proches, ils sont tous les deux basés sur l'enlèvement de matière par façonnage. Cependant ils diffèrent par la formation de copeaux. Les procédés de formage quant à eux, consistent à déformer la matière jusqu'à obtention de la pièce voulue. 
- Les principaux procédés d'usinage par enlèvement de matière :
Le tournage : c'est un procédé menant à l'obtention de diverses pièces de forme cylindrique ou/et conique par enlèvement de matière appelés copeaux. L'enlèvement de matière est effectué par le biais d'outils coupants couplés à des machines appelées tours. La pièce que l'on désire usiner peut être fixée de différentes manières : soit dans une pince, dans un mandrin ou encore entre des pointes. Bien que ce ne soit pas sa fonction première, il est possible à l'aide d'une tour d'effectuer un perçage.

Principe du fraisage en surface

Le fraisage : c'est un procédé mécanique par coupe se traduisant par deux mouvements en coordination. L'un est un mouvement de rotation d'un outil appelé fraise composé d'une multitude d'arêtes (mouvement de coupe). Le second mouvement accompagné de la pièce à découper est rectiligne (appelé mouvement d'avance). Le fraisage présente divers avantages comme un rendement et une précision élevés, une bonne finition. Il faut également savoir que le fraisage est une méthode d'usinage de plus en plus utilisée en raison d'une gamme large de machines, de systèmes de commande ou encore d'outils de coupe.
Le perçage : c'est un procédé ayant pour objectif de faire un trou dans une pièce (de part en part ou non). Ce trou peut être réalisé par différents outils à savoir : un foret sur une perceuse, une mèche sur vilebrequin, laser, etc. L'opération de perçage avec un foret est une des plus utilisées dans la fabrication de pièces mécaniques. En effet, environ 25 % des usinages sont des perçages dans la mécanique générale. Différentes types de perçages existent tels que le perçage cylindrique, lamée, tronconique, etc.
- Les principaux procédés de découpage par enlèvement de matière :
Le découpage laser : c'est une technique de fabrication utilisant un laser afin de découper et graver de la matière. Ce procédé de découpage peut être réalisé sur différents matériaux tels que les matériaux ferreux, les matériaux non ferreux ou encore les alliages organiques dans des formes complexes. Cette technique de découpage consiste à concentrer un laser à la fois puissant et très précis sur une surface restreinte du matériau afin d'élever sa température pour le découper. De manière générale, un ordinateur est nécessaire pour diriger le laser et définir le chemin de découpe. Le découpage au laser démontre un haut niveau de précision, permet une économie de matériaux, une haute vitesse de production, une très faible déformation du matériau et une sécurité durant le découpage. Cependant, le principal inconvénient que présente ce procédé est sa grande consommation d'énergie pour engendrer la puissance du laser industriel,.
Le découpage jet d'eau : c'est un procédé de fabrication qui utilise un jet d'eau très puissant pour découper différentes matières comme de la mousse, le cuir, des matériaux métalliques  et bien d'autres encore. Seul le verre trempé ne peut pas être découpé au jet d'eau car il ne supporte pas les fortes contraintes présentes dans le matériau. C'est une pompe à ultra haute pression qui génère la puissance du jet d'eau pouvant atteindre la pression de 6480 bars. Cette pression est convertie en vélocité par le biais d'une buse créant un jet d'eau extrêmement fin, comparable à un cheveu humain. Il faut savoir que du sable de grenat (abrasif) peut être couplé au jet d'eau pour multiplier par 1000 la puissance de découpe. Le jet d'eau pure est destiné à la découpe des matériaux tendres tandis que le jet d'eau chargé d'abrasif est capable de découper des matériaux solides tels que le métal, la céramique, la pierre ou encore les composites. Le découpage au jet d'eau est un procédé écologique et présente de nombreux avantages comme la précision de découpe, l'absence de poussière et de détérioration du produit par la chaleur ou encore la récupération de déchets de découpe dans l'eau,.
Le découpage plasma : c'est un procédé thermique de découpage par fusion principalement utilisé pour la découpe de métaux conducteurs tels que le laiton, le cuivre, l'aluminium ou encore l'acier. Pour obtenir le plasma, il est nécessaire de procéder à une convection forcée du gaz choisit pour le découpage. Les gaz les plus souvent utilisés sont l'oxygène, l'air, l'argon, l'hydrogène ou des mélanges. La fonte du matériau pour découper la pièce a lieu à la suite de la création d'un arc électrique entre une électrode et la pièce à découper. Durant l'opération, une température de 20 000 °C peut être atteinte. La découpe plasma présente divers avantages comme des coûts faibles d'énergie (utilisation d'air), une large gamme de matériaux pouvant être découpés ou encore des vitesses de découpe rapides. Cependant, ce procédé possède également quelques inconvénients. En effet, les matériaux non conducteurs tels que le bois ou le plastique ne peuvent pas être découpés par le plasma. De plus, certaines limites sur l'épaisseur des plaques à découper sont à prendre en compte (160 mm pour la coupe sèche et 120 mm pour la coupe sous l'eau). 
- Les principaux procédés de formage (ou déformation)
Le tréfilage : c'est une technique de formage à froid des métaux se traduisant par la réduction de la section d'un fil par déformation plastique. Sous l'action d'une force de traction et avec l'aide d'un lubrifiant, le fil est étiré à travers d'un orifice calibré. Cette technique a pour but d'obtenir des fils de diamètres inférieurs à 5 mm. De plus, la mise en forme à froid permet de s'affranchir de certaines limites technologiques et économiques comparé à la déformation à chaud. Les matériaux les plus utilisés pour ce procédé sont l'acier, le cuivre, l'aluminium et le tungstène. Les produits créés à la suite de l'utilisation de cette technique sont nombreux tels que : les clôtures, armatures pour béton, câbles, agrafes etc.
L'extrusion (plastique) : l'extrusion est un procédé de transformation dit continu. Le granulé entre dans un tube chauffé (composé d'une vis sans fin) afin de l'homogénéiser et de le rendre mou. La matière est ensuite poussée et comprimée à travers une filière qui jouera le rôle de moule pour obtenir la forme souhaitée. Les produits fabriqués à l'aide de cette technique sont par exemple des profilés pour les portes et les fenêtres ou encore des canalisations,des câbles, des feuilles plastiques, etc. Le produit est ensuite refroidit pour être découpé à la taille voulue. Deux types d'extrusions principales existent : l'extrusion soufflage et l'extrusion gonflage.
Le forgeage : c'est un procédé de fabrication où l'on façonne une pièce métallique en phase solide grâce à l'application de forces de pression (utilisation d'une presse). Il y a différents types de forgeage : forgeage à "chaud" (jusqu'à 1 150 °C mais varie selon le matériau), "mi-chaud" ou "froid" (température ambiante).
L'emboutissage est le procédé de forge à chaud le plus courant, dans ce cas, le matériau est compressé dans une presse entre un poinçon et une matrice.
La procédé de fabrication de forge à froid utilise principalement des techniques telles que le roulage, l'étirage, l'emboutissage, l'essorage, l'extrusion et le refoulement en bout.
La forge à froid présente l'avantage de réaliser une économie de matériaux car elle permet de fabriquer des pièces de formes proches de leurs dimensions finales tout comme leurs poids. Il faut noter que les pièces issues du forgeage à froid présente un bon niveau de précision réalisable et une qualité de surface excellente.
La forge à chaud donne lieu à des composants se prêtant à diverses configurations grâce à leur ductilité accrue. De plus, la forge à chaud permet la réalisation de pièces sur mesure étant donné de la souplesse du procédé comparé à la forge à froid. 
L'assemblage peut être considéré comme un procédé. Cela permet d'assembler deux pièces obtenues par un même procédé ou par des procédés différent, afin d'obtenir une nouvelle pièce ou produit.

## Développement durable

### Politique
Selon le ministère de la transition écologique et solidaire, toutes entreprises et organismes publics devraient adopter l'écoconception des produits. Cette méthode préventive de l'environnement consiste à prendre en compte la protection de l'environnement au début de la conception de biens ou services. Son objectif final : réduire l'impact environnemental des produits ou services tout au long de leur cycle de vie. Cette approche apporte un certain nombre de bénéfices : des gains environnementaux, un nouveau regard sur les produits ou services, un effet positif sur la synergie dans l'entreprise et vis-à-vis des partenaires ainsi qu'un impact sur le coût du produit. En France, cette méthode est essentiellement promu par l'Ademe.

### Économie
En France, "Industrie du futur", programme créé en 2015, a pour but d'accompagner chaque entreprise à moderniser ses outils industriels et de procéder à une transition d'un modèle économique à un modèle numérique. Ce raisonnement amène donc certaines questions sur le point de vue économique et social de la chose : Comment cela va-t-il transformer le marché et quels seront les impacts sur les emplois ? Quelle place aura l'Homme au sein de l'usine du futur ? Mais aussi sur le plan environnemental : quels bénéfices pourront-nous en tirer ? Sur quels indicateurs ? Et dans quelles conditions ?

### Normes
Les normes ISO donnent lieu à une mise en place d'un management plus responsable. Ces dernières nous permettent d'avoir un suivi continuel sur chacune des machines et autres produits utilisés au sein d'une chaine de fabrication. Les normes ISO permettent de palier et d'anticiper toutes formes de problèmes (techniques, humains, environnementaux...) qui pourraient engendrer l'arrêt complet d'une chaine de production. Ces normes environnementales améliorent donc la productivité.

## Contrôle qualité
Le contrôle de la qualité était il y a quelques années encore l'activité principale de nombreuses entreprises en matière de qualité. Le contrôle qualité est devenu un outil fondamental. Si on se réfère aux normes AFNOR et ISO sur le vocabulaire de la qualité, le contrôle est en effet "l'action de mesurer, examiner, essayer, passer au calibre une ou plusieurs caractéristiques d'un produit ou service et de les comparer aux exigences spécifiées en vue d'établir leur conformité".